# رتویک
رتویک (به سوئدی: Rättvik) یک منطقهٔ مسکونی در سوئد است که در بخش رتویک واقع شده‌است. رتویک ۸٫۳۴ کیلومتر مربع مساحت و ۴٬۶۸۶ نفر جمعیت دارد.